# Ontológiai istenérv
Az ontológiai istenérv teológiai és filozófiai fogalom, egy kísérlet Isten létezésének bizonyítására. Az a fő jellegzetessége, hogy tisztán logikai alapokra kívánja helyezni a bizonyítást. Megalkotója Immanuel Kant, aki az a priori istenérvet dolgozta át.

## Ontológiai istenérvek

### Canterburyi Szent Anzelm istenérve
A legismertebb ontológiai istenérvvel Anzelm Proslogion című művében találkozhatunk, ahol Anzelm reductio ad absurdum típusú érvelést mutat be.
Ez a bizonyítási kísérlet Isten ama definíciójából indul ki, hogy Isten az, aminél nagyobb nem képzelhető el. Anzelm ebből próbálja levezetni, hogy istennek a valóságban is léteznie kell. Másik koncepciója annak az anamnézisz-alapú platónikus gondolatnak a továbbvitele, miszerint Isten ideája veünkszületett.

### Descartes, Malcom és Plantinga ontológiai istenérve
René Descartes érve az Elmélkedések az első filozófiáról ötödik könyvében olvasható. Descartes azt állította, hogy az "Isten" szón a "legtökéletesebb lényt" értjük. "Isten" szó e definíciója, Descartes szerint, lehetővé teszi azt a következtetést, hogy Isten valóban létezik, mivel a lét "a tökéletesség egyik válfaja". Isten tagadása, állította Descartes, önellentmondás:
…Isten lényegétől éppoly kevéssé választható el a létezés, mint amilyen kevéssé lehet a háromszög lényegétől elválasztani azt, hogy a háromszög szögeinek összege egyenlő két derékszögével, vagy amilyen kevéssé választható el egymástól a hegy és a völgy ideája. Sőt valójában éppen akkora ellentmondás elgondolni Istent, azaz a legtökéletesebb létezőt, hogy hiányzik belőle a létezés, úgy tehát, hogy létezik belőle valamilyen tökéletesség, mint úgy gondolni el egy hegyet, hogy hiányzik mellőle a völgy… Nem áll ugyanis szabadságomban Istent létezés nélkül elgondolni, mint ahogyan szabadságomban áll egy lovat szárnyakkal vagy szárnyak nélkül elképzelni.
Descartes: Elmélkedések az első filozófiáról (ford. Boros Gábor)
Malcom véleménye szerint Anzelm a Proslogion 2. fejezetében az ontológiai istenérv megfogalmazásakor, feltételezte, hogy a létezés valamilyen tökéletesség, a Proslogion 3. fejezetében azonban már nem feltételezi ezt: Anzelm nem azt mondja, hogy Isten szükségszerűen létezik, mert a létezés egyfajta tökéletességet jelent, hanem azt, hogy Isten létezését az teszi szükségszerűvé, hogy istenfogalmunk a szükségszerűen létező lényről alkotott fogalom. A Proslogion 3. fejezete, véli Malcom, Istent olyan lénynek tekinti, aki a szükségszerű létezés tulajdonságával rendelkezik, következésképp Isten létezik.
A filozófusok gyakran azzal támadják az ontológiai istenérvet, hogy a létezést tévesen kezeli a tökéletesség válfajaként, amelyet a dolgok birtokolhatnak vagy nélkülözhetnek. Alvin Plantinga szerint ez a probléma kiküszöbölhető a lehetséges világok elfogadásával (multiverzum elmélet ): szerinte a mi világunk is csak lehetséges világ. Tegyük fel, mondta Plantinga, hogy létezik egy ugyanilyen világ mint a miénk, azzal a különbséggel, hogy Plantinga nem filozófus, hanem földműves benne. A következő két kijelentést lehet tenni:
1. Van egy olyan lehetséges világ, amelyben létezik egy maximális nagysággal rendelkező lény.
2. Egy lény csak abban az esetben rendelkezik maximális nagysággal egy adott világban, ha az összes világban létezik.[2]

Ez az érvelés, véli Plantinga, kimutatja, hogy minden világban jelen van a maximális nagysággal rendelkező lény, azt azonban már nem, hogy valóságos világunkban létezik, fennáll Isten. Csak azt állapíthatjuk meg, hogy létezik egy maximális nagysággal rendelkező lény. Azonban a "maximális nagysággal rendelkezik" tulajdonság magával vonja a "maximális kiválóságokkal rendelkezik az összes világban" tulajdonságot. A maximális kiválóság mindentudással, mindenhatósággal és erkölcsi tökéletességgel jár.

### Gödel ontológiai istenérve
Egy modális logikai axiómarendszer, amely a „pozitív tulajdonság”, a „lényegi tulajdonság” és a „a szükségszerű létezés tulajdonsága” fogalmainak felhasználásával bizonyítja az összes pozitív tulajdonsággal rendelkező (azaz Gödel szóhasználatában, „istenjellegű”) lény szükségszerű létezését.

## Cáfolatok
Az analitikus filozófia tézisei szerint az ontológiai istenérvekkel általánosságban az a probléma, hogy egy teoretikus, analitikus bizonyítás semmiképpen nem tud bizonyítani valamilyen valóságra vonatkozó, szintetikus állítást. Az ontológiai istenérvek tehát egy absztrakt rendszert vázolnak fel, amelynek empirikus igazsága még külön kérdés. Érdekesség továbbá az is, hogy amennyiben az érvek mégis konkluzívnak tünnek, akkor pontosan mi a hiba bennük. Ilyen szempontból ezen az érvek kritikái a logika fejlődésének fontos elemei voltak.
Immanuel Kant a Tiszta ész kritikája című művében megpróbálta egyszer s mindenkorra bebizonyítani az ontológiai istenérv-féle érveléstípus érvénytelenségét. Eszerint: "az érv azért nem lehet érvényes, mert a létezést logikai értelemben vett predikátumként kezeli, márpedig az egzisztencia nem predikátum. Az ontológiai istenérv, amely az egzisztenciát mégis predikátumként kezeli, így pusztán értelmetlen, szofisztikus hókusz-pókusz a szavakkal." Az istenérvek történelmi kutatásaival kapcsolatban kifejti, hogy a transzcendentális reflexió s az ontológiai reflexió elvileg ellentétesek : bár a filozófiai gondolkodás mindkét formája logikailag feddhetetlen, mégis az áll fenn, hogy az ontógiai elemzés a szubsztanciához és azokhoz az ontológiai különbségekhez vezet el, amelyekbe ágyazódik.A transzcendentális elemzés viszont a szubjektumhoz és annak a priori meghatározásához vezet. Mindkét megközelítés bizonyos módon egyoldalú, s Georg Wilhelm Friedrich Hegelig kellett várni a 2 elv szintéziséig. Hegel rendszere azzal az igénnyel lépett föl, hogy az Arisztotelésztől átvett ontógiai reflexiót s a Kant álrali transzcendentális reflexiót dialektikus gondolati egységgé ötvözze, vagyis  hogy az abszolút szellem felől és az abszolút szellemre irányulva a "kisértetmetafizikát" úgy oldotta fel A szellem fenomenógiájában (Die Fenomenologie des Geistes), hogy a filozófia-történetben etapként elfogadott  s Platón által koncípiált létháromszögébeni szubsztanciát szubjektumnak gondolta el, és dialektikus egységüket nevezte fogalomnak.
Hegel egész rendszere az ontógiai istenérv jegyében áll.

## Lásd még
- Vallásfilozófia
- Anzelm ontológiai istenérve
- Ontológia

## Külső hivatkozások
- Altrichter Ferenc: „Fogalom és lét: logikai út istenhez?” ill. „Fogalom és lét: logikai zsákutca istenhez”, mindkettő a szerző Észérvek c. kötetében, Budapest 1993, 27 – 70. o.
- Klima Gyula: „Szent Anzelm és az ontológiai istenérv”, Világosság 1983. decemberi melléklet.
- Geréby György értekezése
- Istenérvek és cáfolataik